# Gordon (Géorgie)
Pour les articles homonymes, voir Gordon.
Gordon est une ville américaine située dans le comté de Wilkinson, en Géorgie. Selon le recensement de 2020, sa population est de 1 783 habitants.